# Manifestations lors de la guerre de Gaza
Pour un article plus général, voir Guerre à Gaza depuis 2023.

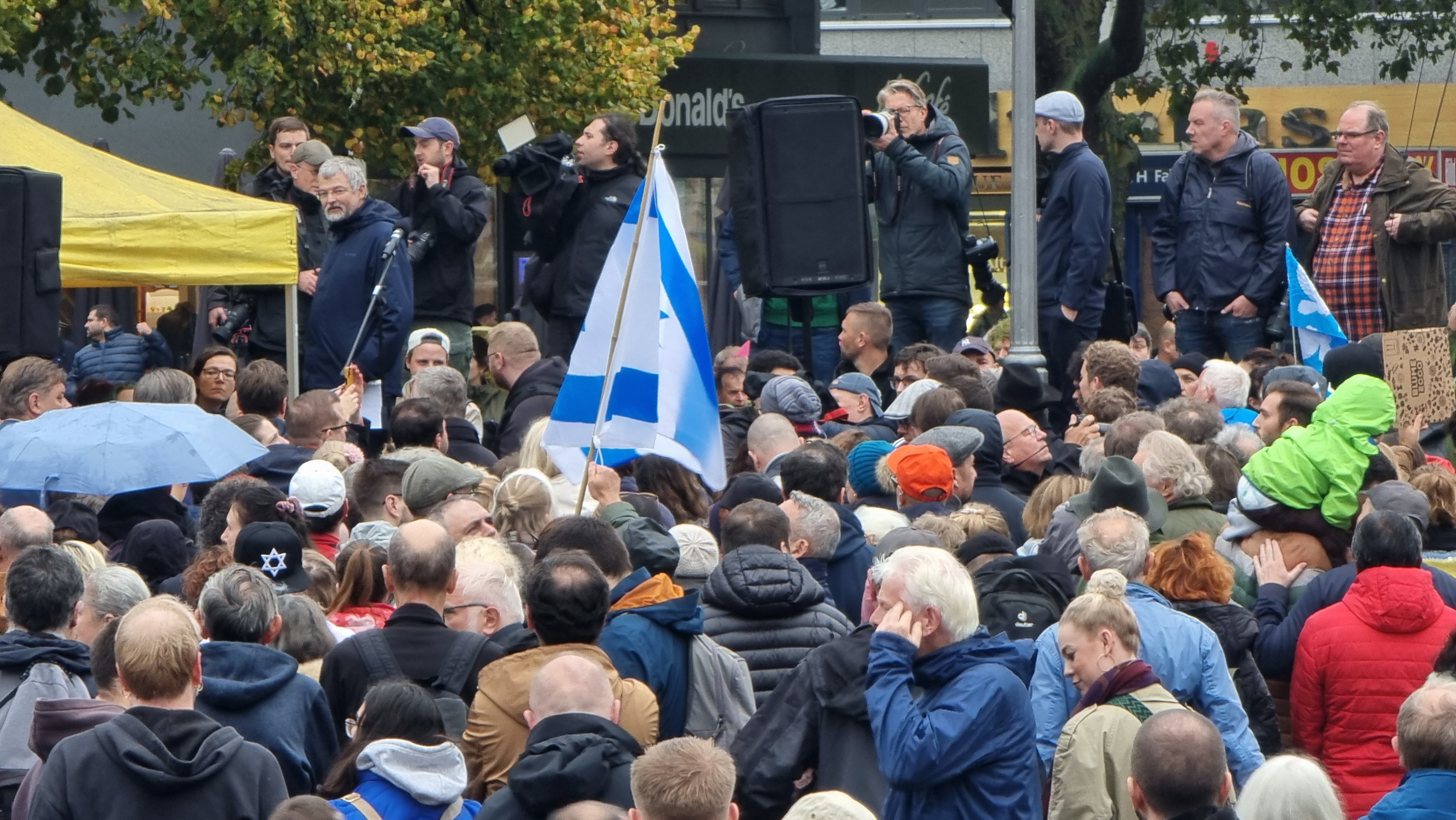
Manifestation pro-israélienne à Hanovre le 10 octobre 2023.

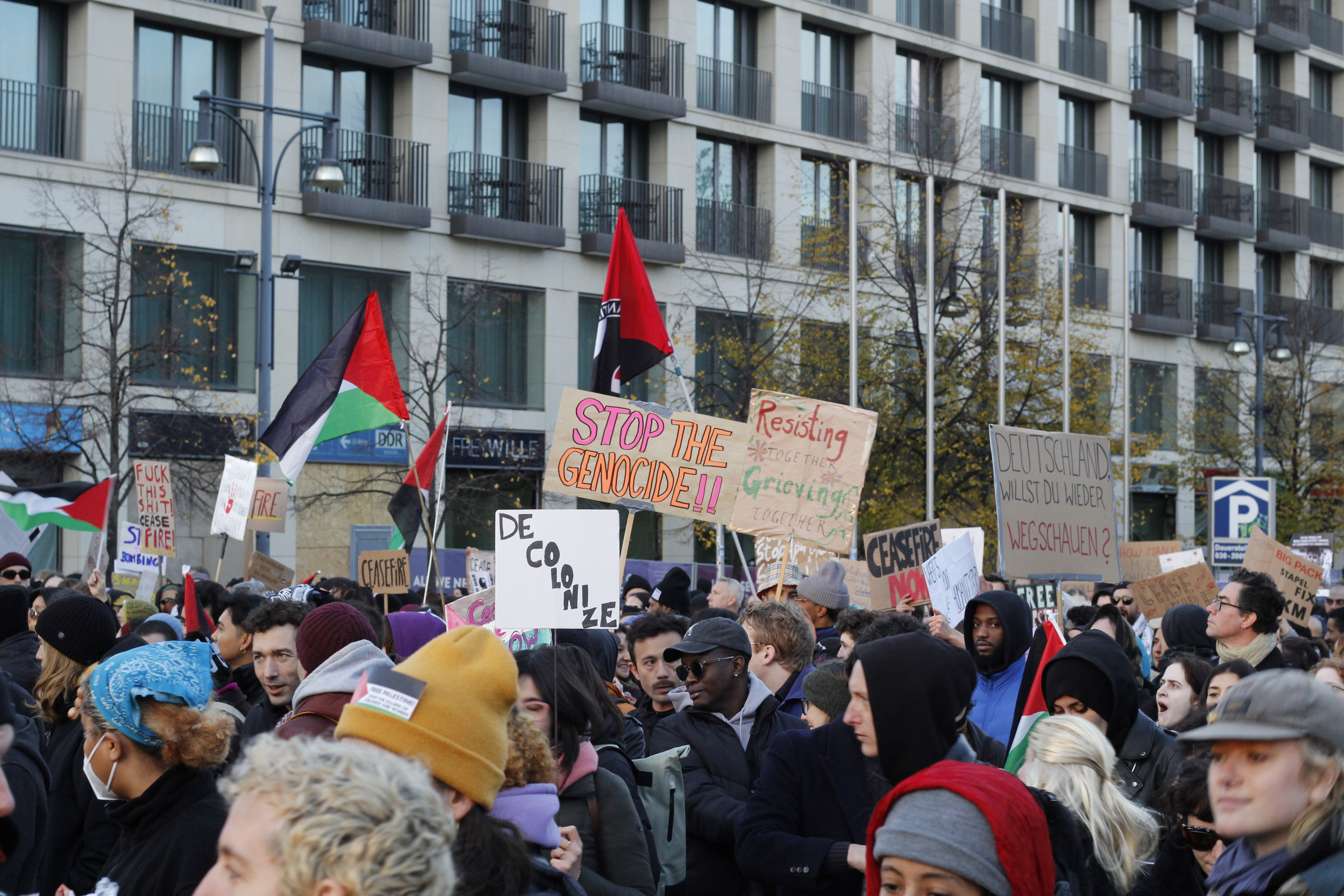
Manifestation pro-palestinienne à Berlin le 4 novembre 2023.

La guerre de Gaza déclenche des protestations, des manifestations et des veillées partout dans le monde. Ces événements se concentrent sur diverses questions liées au conflit, notamment les demandes de cessez-le-feu, la fin du blocus, le retour des otages israéliens, les protestations contre les crimes de guerre et la fourniture d'une aide humanitaire à Gaza. Les protestations contre l'action israélienne à Gaza sont particulièrement importantes au Moyen-Orient et en Afrique du Nord, en particulier après l'explosion de l'hôpital arabe al-Ahli. Depuis le début de la guerre, le 7 octobre, le nombre de morts dépasse les 60 000.
Dans certains pays européens, le soutien public à la Palestine et à la cause palestinienne est criminalisé, des pays comme la France, l'Allemagne, le Royaume-Uni et la Hongrie limitant le discours politique pro-palestinien. L'Allemagne a interdit les collectes de fonds, l'affichage du drapeau palestinien et le port du keffieh. Le conflit a également déclenché de vastes manifestations auprès des ambassades israéliennes et américaines à travers le monde.
À la suite des soutiens affichés de certaines franchises d'entreprises à Israël au début d'octobre, des vagues mineures de boycott voire de vandalisme s'ensuivent dans les pays du Moyen-Orient et en France. McDonalds est particulièrement pris pour cible. Les entreprises expliquent pour leur part que les soutiens par leurs franchises à Israël n'ont pas été autorisés,,.

## Chiffres et statistiques
Manifestations (du 7 au 27 octobre)
- propalestiniennes (85,77 %)
- proisraéliennes (12,06 %)
- neutres (2,17 %)

Selon des recherches menées par l’Armed Conflict Location and Event Data Project, du 7 octobre au 24 novembre 2023, au moins 7 283 manifestations pro-palestiniennes et 845 manifestations pro-israéliennes ont eu lieu dans le monde.
Au cours des trois premières semaines de combats entre Israël et le Hamas, au moins 4 385 manifestations liées au conflit sont enregistrées dans près de 100 pays et territoires, dont 86 % en solidarité avec les Palestiniens, 12 % avec Israël et 2 % appelant à la paix.

## En Europe

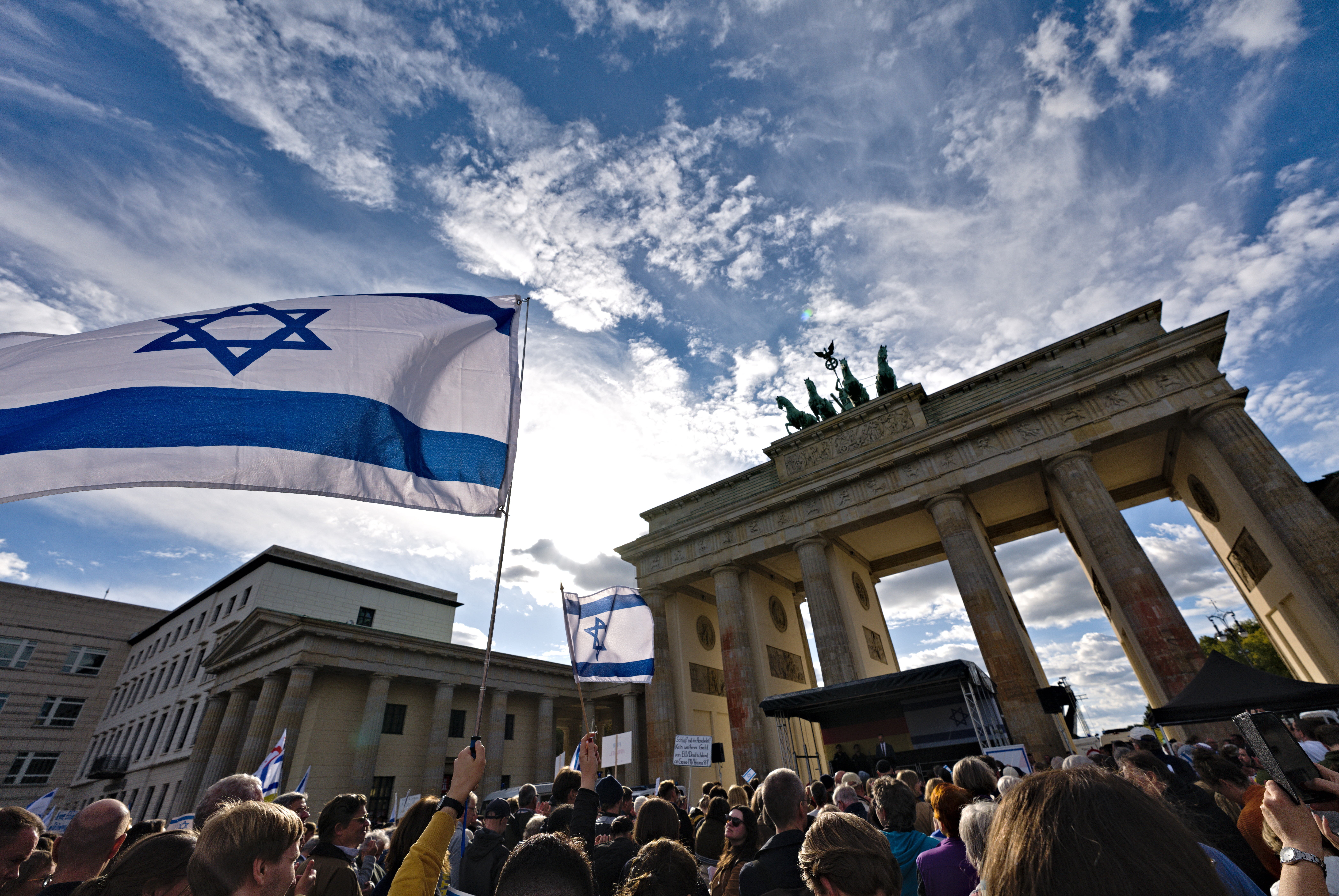
Manifestation de soutien à Israël à Berlin le 8 octobre 2023, le lendemain de l'attaque du Hamas contre Israël.

En Allemagne, le gouvernement interdit tout type de manifestation de soutien au peuple palestinien, menaçant l’ordre public, bien que nombre de personnes bravent cet interdit à Francfort-sur-le-Main et à Düsseldorf.
D'autres manifestations en faveur de la Palestine sont également interdites dans la Vienne, en Hongrie et dans des parties de la Suisse.
Human Rights Watch s'inquiète de l'augmentation des actes antisémites de par le monde, elle défend également les droits de la liberté d'expression et de protestation à travers les manifestations pro-palestiniennes qu'elle souhaite pacifiques car, selon elle, « le droit des Juifs d'Europe à vivre à l'abri de la violence et de la discrimination se fait au détriment des droits d'autres personnes qui souhaitent exprimer leur point de vue sur ce qui se passe au Proche-Orient ».
Le 18 novembre, plusieurs milliers de personnes manifestent à Lisbonne, à Amsterdam ou à Varsovie en faveur des Palestiniens et d'un cessez-le-feu entre les belligérants.

### En France

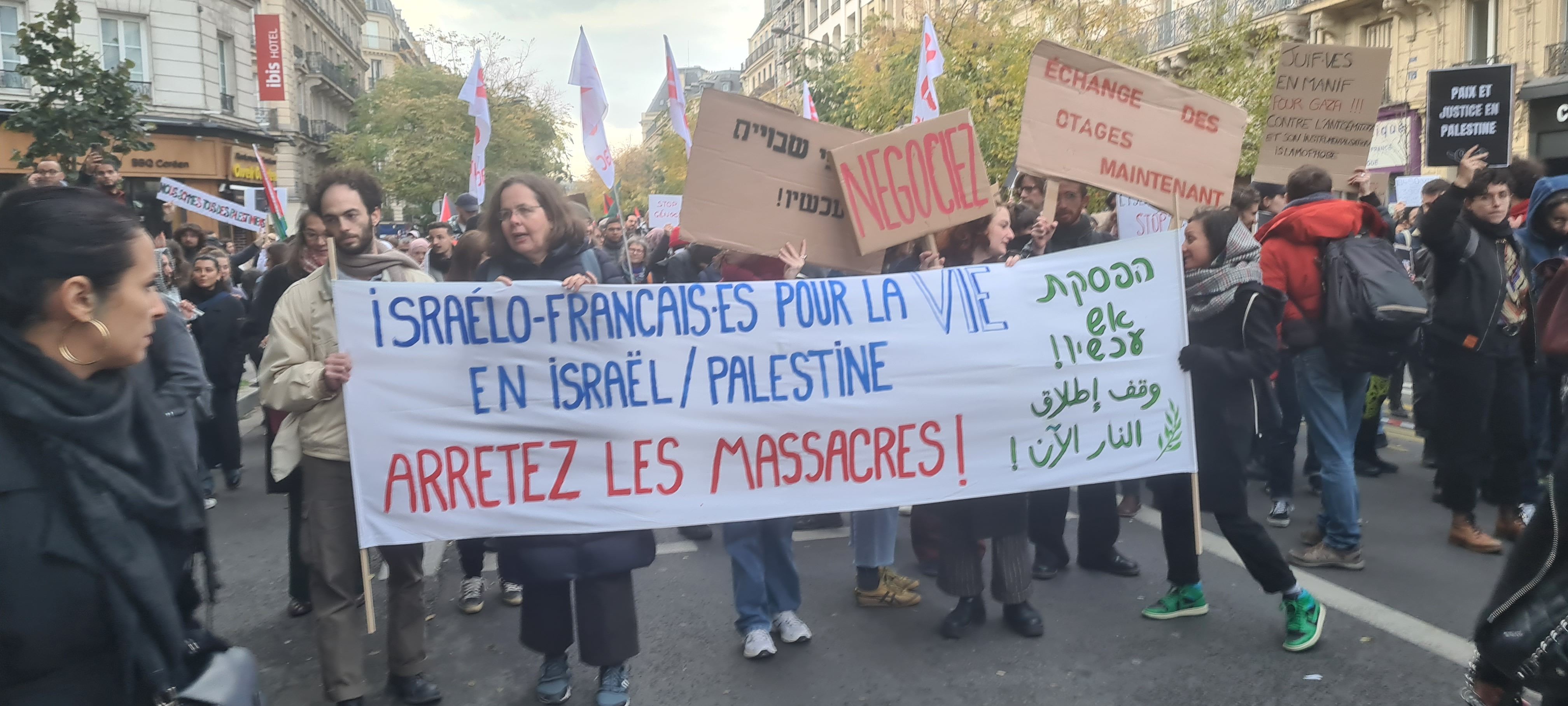
Paris : Manifestation, du 11 novembre 2023, pour un cessez le feu à Gaza.

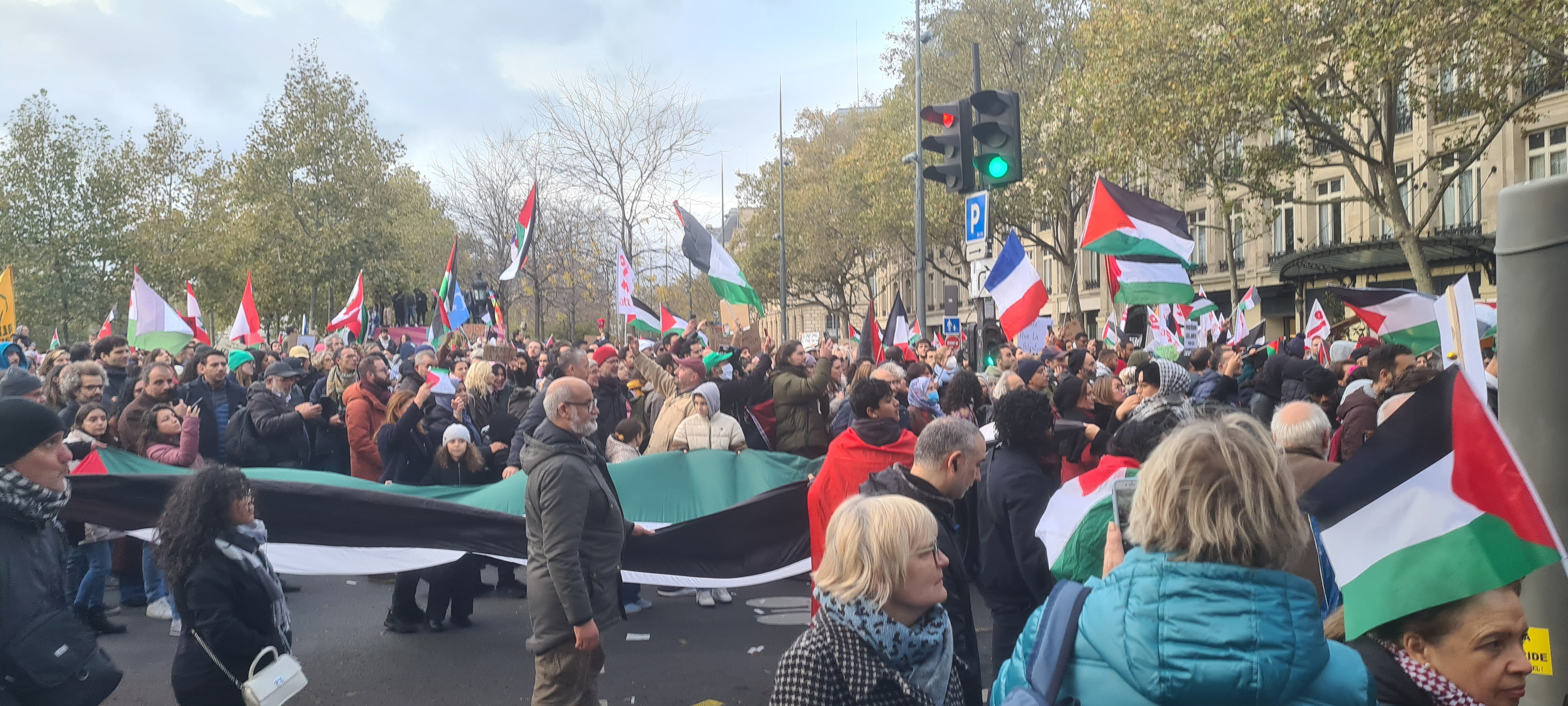
Paris : Manifestation, du 11 novembre 2023, pour un cessez le feu à Gaza.

#### Manifestations en réaction à l'attaque du Hamas
Le 9 octobre, des manifestations « en soutien à Israël » rassemblent des milliers de personnes dans plusieurs grandes villes de France (Paris, Strasbourg, Lille, Marseille). Dans le cortège parisien, sont présents Nicolas Sarkozy, Yaël Braun-Pivet, Olivier Véran, Stanislas Guerini, Boris Vallaud, Yannick Jadot, Éric Ciotti, Valérie Pécresse, Xavier Bertrand et Laurent Wauquiez. Arno Klarsfeld et Sarah Saldmann regrettent qu'il n'y ait eu « pratiquement que des Juifs et des politiques » à ce rassemblement,. Plus tard dans la semaine, Philippe Lellouche, Christophe Dechavanne et Léa Salamé tiennent des propos allant dans le même sens.

#### Interdiction des premières manifestations propalestiniennes
Le 12 octobre, Gérald Darmanin, ordonne l'interdiction systématique des « manifestations propalestiniennes » et l'arrestation des organisateurs de ces dernières. En dépit de cette interdiction, plusieurs manifestations propalestiniennes ont lieu le jour même dans plusieurs grandes villes de France (Paris, Rennes, Lille, Toulouse). La plus importante, celle de Paris, rassemble près de 3 000 personnes autour de la place de la République où le monument à la République est taggué d'un « Free Palestine ». Le 17 octobre, le Conseil d'État valide l'interdiction des manifestations propalestiniennes tout en estimant que celle-ci doit se faire « au cas par cas ». Le 19 octobre, une première manifestation propalestinienne autorisée se tient à Paris et rassemble près de 4 000 personnes, toujours autour de la place de la République. À cette occasion, des centaines de manifestants prononcent le takbir (Allahu akbar), provoquant les ires de certaines personnalités politiques de droite et d'extrême droite,. Le 22 octobre, une nouvelle manifestation propalestinienne autorisée a lieu sur la place de la République, rassemblant cette fois 15 000 à 30 000 personnes, dont plusieurs cadres de La France insoumise qui avait appelé y à participer. La manifestation propalestinienne suivante est interdite par le préfet de police de Paris, Laurent Nuñez, qui voit dans ses organisateurs (la CAPJPO, le NPA etc.) de potentiels soutiens vocaux du Hamas. L'interdiction est confirmée par le tribunal administratif mais la manifestation se tient tout de même le 28 octobre, rassemblant 3 000 à 4 000 personnes (dont quelques élus de la NUPES : Yannick Jadot, Aurélien Taché, Éva Sas, Sabrina Sebaihi, Thomas Portes et Jérôme Legavre) dans le quartier des Halles. Les manifestants sont nassés sur la place du Châtelet et 1 487 d'entre eux sont verbalisés pour « participation à une manifestation interdite ».

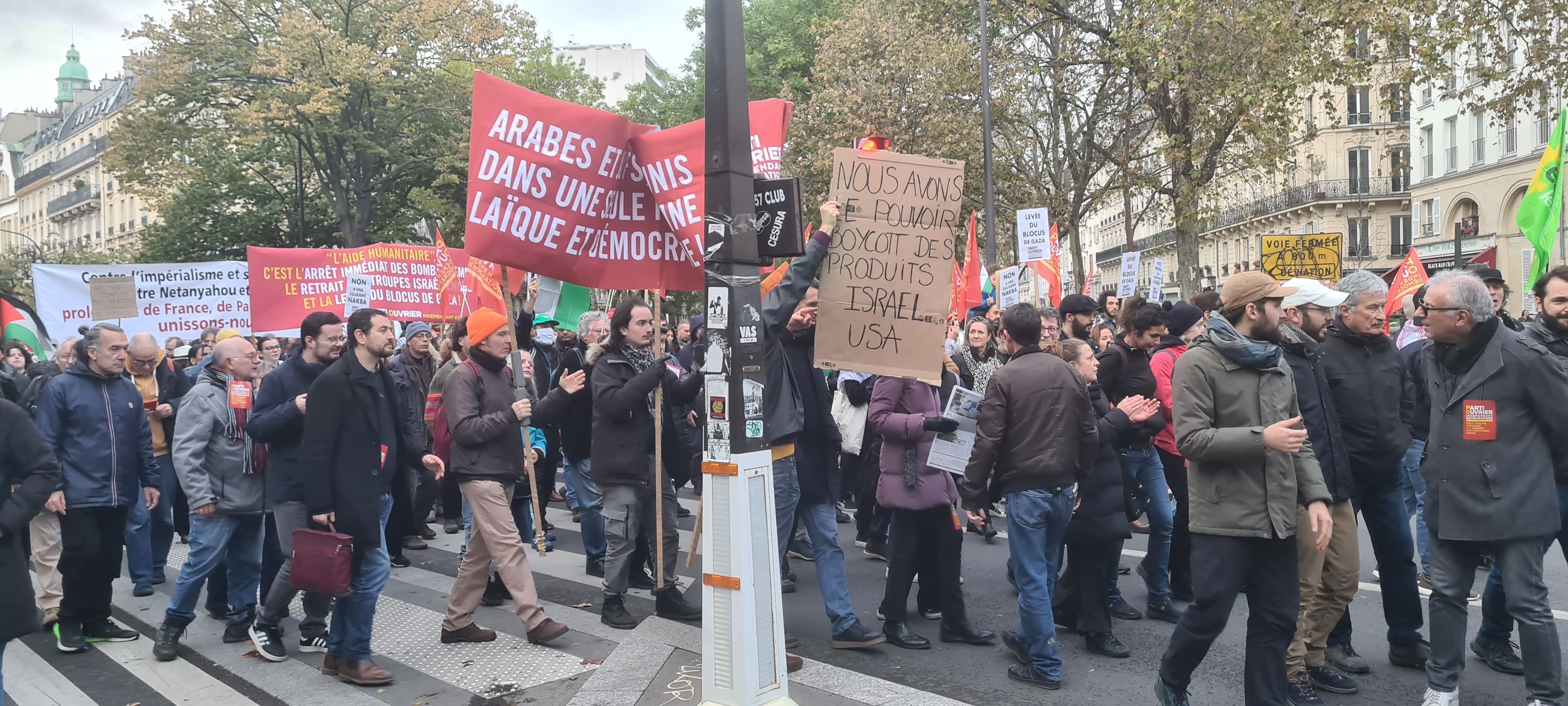
Manifestation à Paris pour un cessez-le-feu à Gaza et le boycott des produits israéliens et américains (11 novembre 2023)

Début novembre, les manifestations pour Gaza et les Palestiniens se déroulent dans le calme mais un discours hostile en arabe tenu par un militant de BDS est signalé par Laurent Nuñez, à la justice. Le 11 novembre, 16 200 manifestants défilent, également dans le calme, à Paris et plusieurs milliers en province contre le « massacre » et pour réclamer un cessez-le-feu à Gaza.

#### Marche pour la République et contre l'antisémitisme
Le 12 novembre, une manifestation nationale pour la République et contre l'antisémitisme, initiée par Yaël Braun-Pivet et Gérard Larcher, rassemble à Paris et dans les autres villes de France plus de 180 000 manifestants silencieux[réf. souhaitée]. L'appel des présidents des deux chambres est relayé par David Lisnard et l'association des maires de France proposant un rassemblement devant chaque préfecture de département « pour permettre à tous les Français qui [le] souhaitent [de] s'associer à cette initiative partout en France »,.
Elle intervient au lendemain d’une nouvelle série de manifestations en France, à l’appel de plusieurs syndicats de gauche (CGT, FSU, FO et Solidaires), pour un « cessez-le-feu » immédiat et « en solidarité avec le peuple palestinien », en exhortant le gouvernement français à s’investir davantage au profit des Palestiniens pour résoudre le conflit. À Paris, ont notamment défilé Marine Tondelier (EELV), Fabien Roussel (PCF), Olivier Faure (PS) ou Mathilde Panot (LFI), alors qu'en province, 83 villes étaient également mobilisées.

#### Tension lors de la manifestation féministe du 25 novembre
Le 25 novembre, la manifestation féministe forte de 80 000 personnes, d’ordinaire pacifiste et défilant annuellement à Paris contre les violences sexistes et sexuelles, se déroule sous tension, sur fond de guerre à Gaza, avec de nombreux drapeaux et pancartes en faveur des femmes palestiniennes, alors que les soutiens aux Israéliennes violées et mutilées par les hommes du Hamas le 7 octobre et dénonçant le silence des principales associations féministes reçoivent au mieux un accueil froid ; des disputes et violences ont lieu dans le cortège.

## En Amérique du Nord

### Aux États-Unis

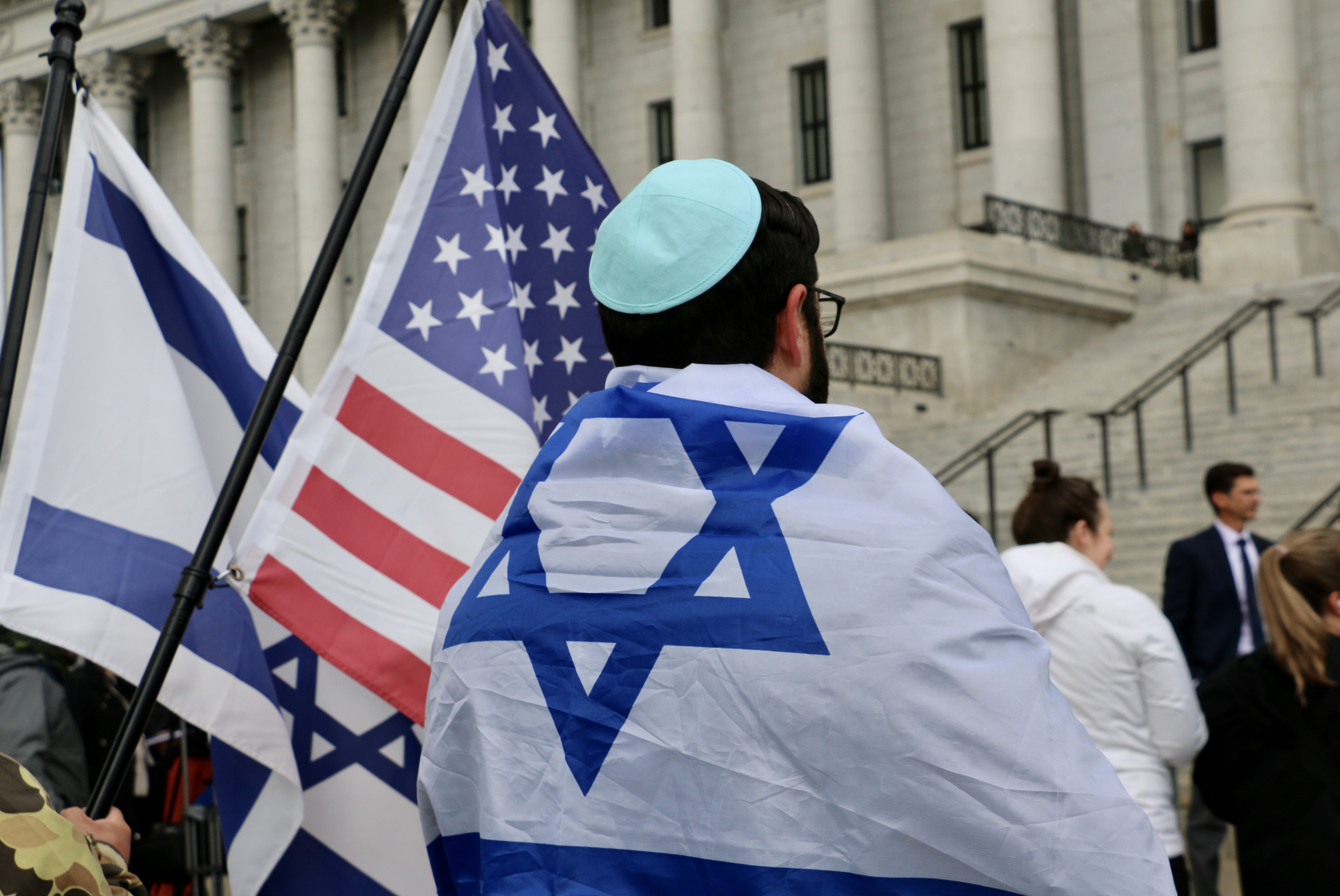
Manifestation de soutien à Israël à Salt Lake City le 11 octobre 2023.

En novembre 2023, environ 290 000 personnes ont participé à la Marche pour Israël (en) en solidarité avec Israël.
Le mouvement américain Black Lives Matter prend position en faveur des Palestiniens, avec notamment un dessin montrant un combattant du Hamas s’infiltrant à l’intérieur des frontières israéliennes en parapente, en écho aux terroristes du Hamas arrivés de la sorte sur le sol israélien pour commettre des massacres.
Aux États-Unis où vit la plus grande communauté juive hors d’Israël, une manifestation à New York organisée par le mouvement Jewish Voice for Peace (JVP), soutenue par le parti new-yorkais des Socialistes démocrates d'Amérique, contre les bombardements israéliens à Gaza, conduit à l'arrestation de plusieurs centaines de personnes : 200 selon la police à plus de 300 selon les organisateurs. Les participants juifs portent alors des sweat-shirts noirs avec des slogans tels que « Pas en notre nom » et « Cessez-le-feu maintenant ».
Le 5 décembre 2023, l'audition au Congrès de la présidente de Harvard, Claudine Gay, devant les membres de la commission de l’éducation de la Chambre des représentants, suscite une vive polémique. En cause : la vision de Claudine Gay et de deux autres présidentes de grandes universités sur l’antisémitisme sur leur campus. À la question de savoir si le fait d’appeler au génocide des Juifs pouvait violer le règlement intérieur d’Harvard, la présidente de Harvard répond «selon le contexte».

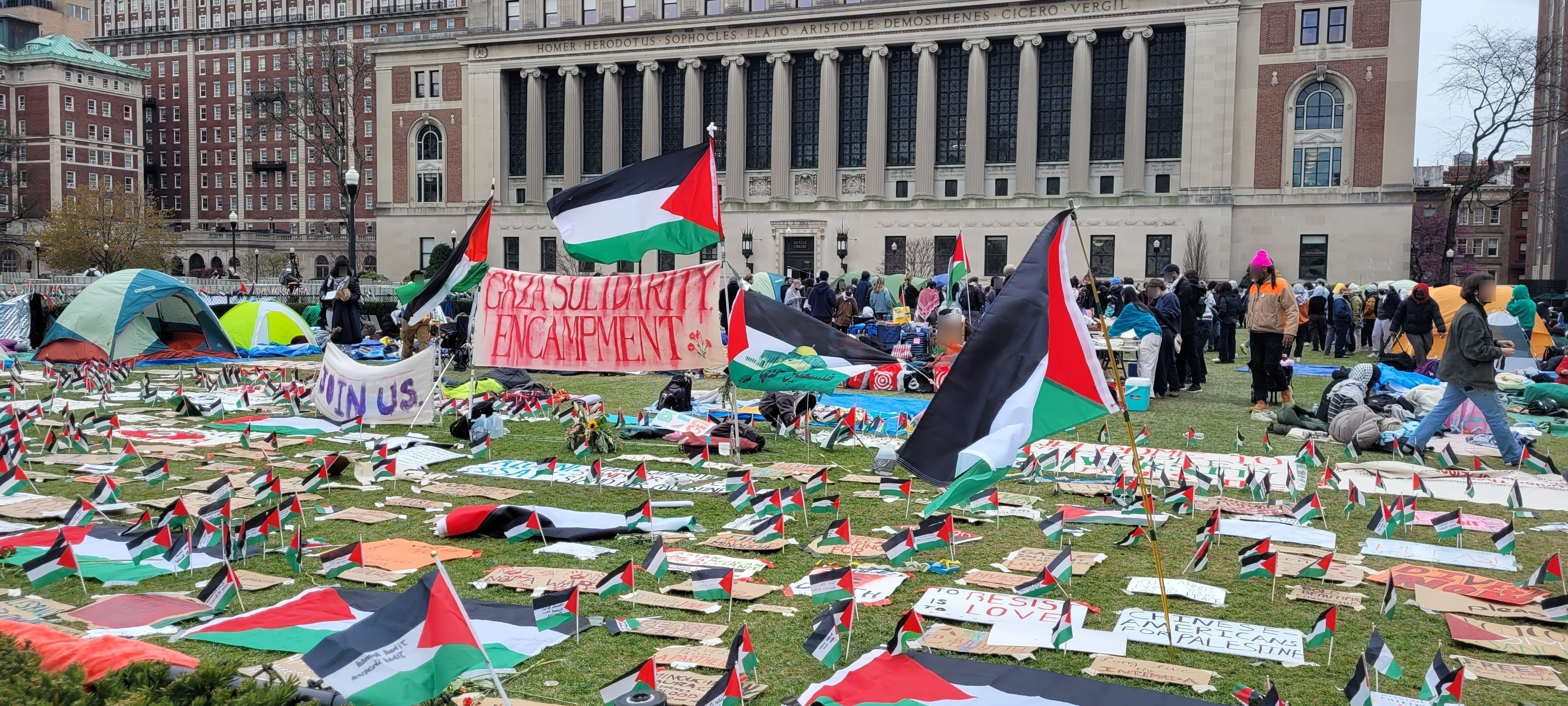
Une scène du campement rétabli sur le campus de l'université Columbia

À partir du camp de protestation des étudiants de l'université Columbia en avril 2024, de nombreux camps de protestation universitaires contre la guerre sont établis à travers les États-Unis. Le 24 avril 2024, le président de la Chambre des représentants des États-Unis, Mike Johnson, a prononcé un discours devant la bibliothèque Low Memorial de l'université Columbia, condamnant les manifestants et appelant la présidente de l'université, Minouche Shafik, à démissionner.

### Au Canada

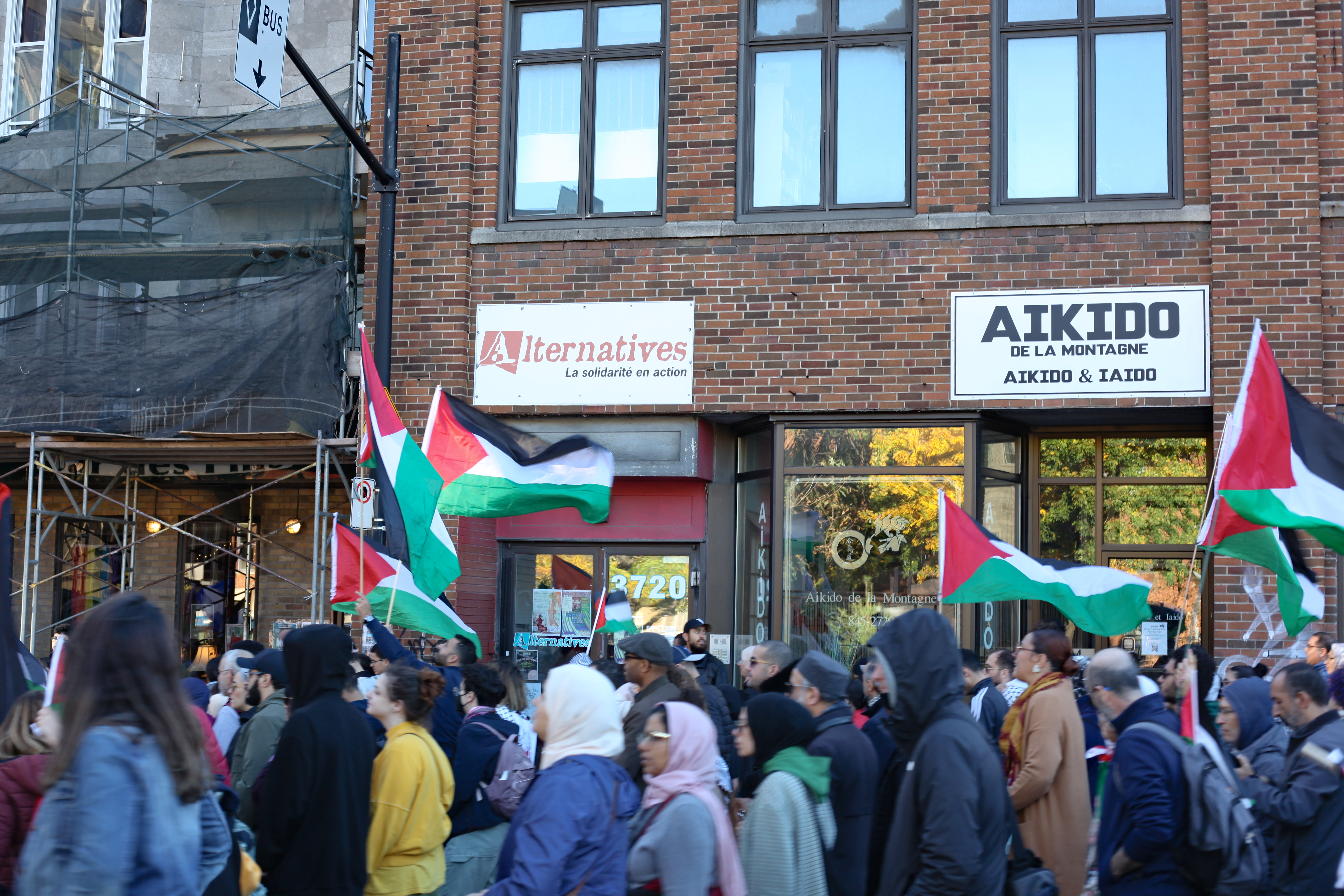
Manifestants lors de la marche pour la Palestine à Montréal, le 28 octobre 2023

Le campement pro-palestinien de l'Université McGill, débuté le 27 avril 2024, est une manifestation d'occupation sur le campus principal de l'université McGill à Montréal. Initiée par des groupes étudiants de McGill et de Concordia, cette manifestation vise à pousser les universités à rompre leurs liens avec Israël, notamment par le désinvestissement de fonds associés à ce pays. Le campement, comprenant environ 100 tentes, accueille étudiants et professeurs de diverses universités montréalaises.
L'Université McGill a déclaré le campement illégal et demandé l'intervention de la police, bien que celle-ci n'ait pas encore agi. Le président de l'université, Deep Saini, a accusé les manifestants d'antisémitisme, ce qu'ils ont nié. La Cour supérieure du Québec a rejeté une demande d'injonction contre le campement. Le premier ministre du Québec, François Legault, a également appelé à l'intervention policière. Les manifestants ont exprimé leur intention de rester jusqu'à ce que leurs revendications soient satisfaites.

## Au Moyen-Orient
Dès l'annonce des agressions du Hamas, en Égypte, en Turquie, au Liban, en Syrie, au Yémen, en Irak ou en Tunisie, au Maroc, la « rue arabe » est en liesse, se réjouit des succès du Hamas et manifeste son soutien à la cause palestinienne.

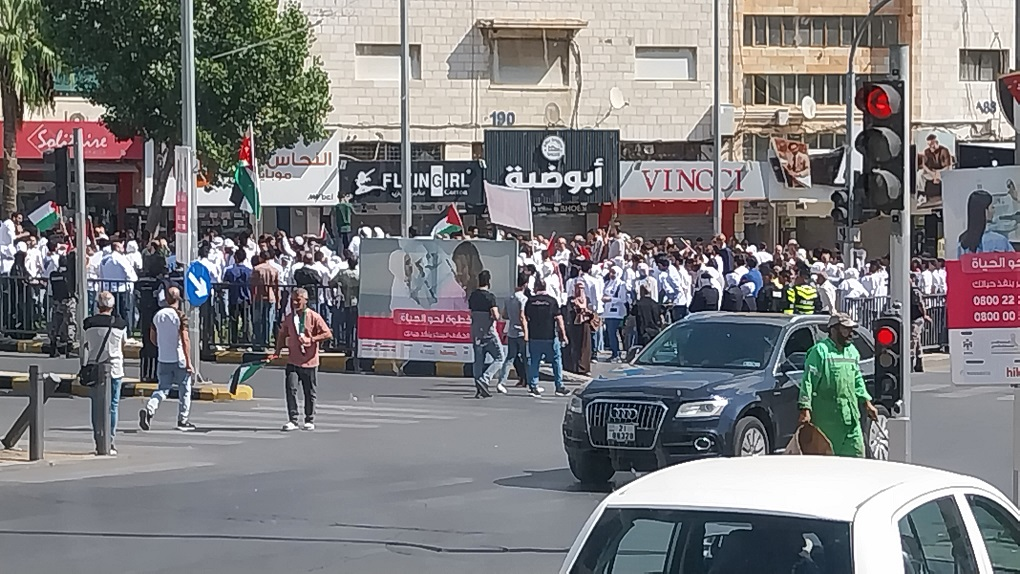
Manifestation pro-palestinienne Amman le 12 octobre 2023.

C'est dans les pays arabes qu'ont lieu les manifestations les plus importantes au Liban, au Maroc, en Jordanie, en Irak, en Égypte, à Bahreïn, au Yémen ou encore en Syrie, mais aussi en Afghanistan. À Bagdad, la manifestation de vendredi est suivie d’une gigantesque prière de rue de plusieurs centaines de milliers de personnes.

En Tunisie, la manifestation propalestinienne du 18 octobre à Tunis est l'une des plus importantes que le pays ait connues depuis son indépendance. Le politologue Mohamed-Dhia Hammami estime qu'« elle est comparable à la manifestation du 14 janvier 2011 qui a contribué à l’effondrement du régime de Ben Ali ».

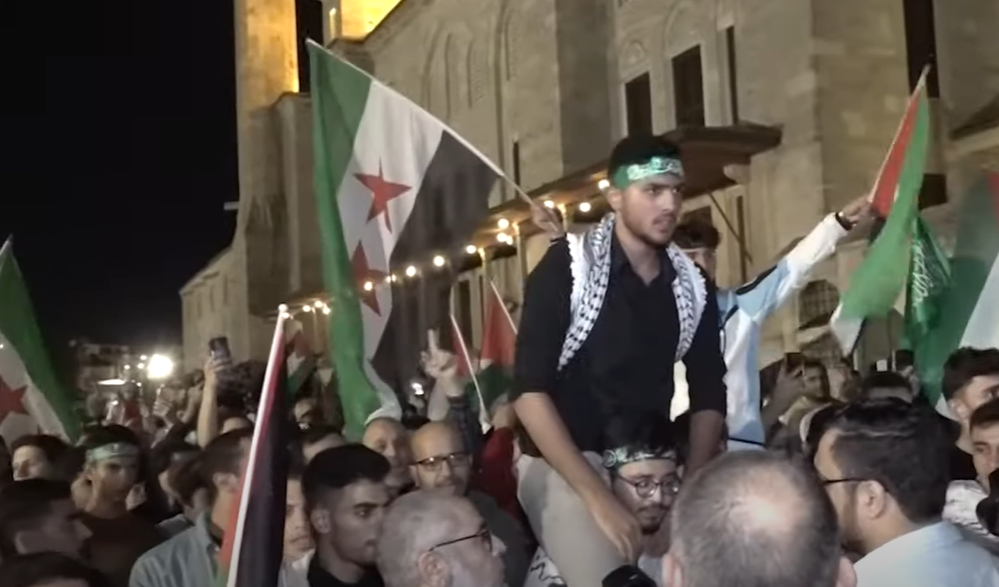
Manifestation antisioniste et propalestinienne arborant les drapeaux de l'opposition syrienne, de la Palestine et du Hamas devant la mosquée Fatih d'Istanbul (Turquie), le 7 octobre 2023.

En Turquie, pays non arabe mais musulman, lors des commémorations du centenaire de la république du 28 octobre 2023, le président Recep Tayyip Erdoğan qui a précédemment affirmé que « le Hamas n'est pas une organisation terroriste et ses miliciens sont des libérateurs », privilégie le soutien à Gaza aux célébrations nationales ; un énième grand rassemblement gagné tout entier à la cause palestinienne a lieu à Istanbul où Erdogan arborant les couleurs de son pays et de l'État palestinien accuse tour à tour l’Occident et Israël d’être coupables et responsables des « massacres à Gaza » et de « crimes de guerre »,.

## Ailleurs dans le monde
Dans la première semaine après le 7 octobre, des milliers de personnes manifestent de New York à Athènes (Grèce) en passant par Djakarta (Indonésie), Tokyo (Japon), Barcelone (Espagne) ou encore Brasilia (Brésil) et ailleurs pour exprimer leur rejet des représailles israéliennes sur la bande de Gaza et soutenir la population gazaouie.
Le 16 novembre, des centaines de membres du Mouvement islamique du Nigeria (IMN) manifestent dans les rues de Kaduna, portant des drapeaux palestiniens et des mannequins représentant des enfants morts, en solidarité avec les Palestiniens et pour dénoncer la guerre que mène Israël contre le Hamas mais des affrontements entre la police et un groupe chiite nigérian pro-iranien font un mort et plusieurs blessés.